# Upognampa lineatipes
Upognampa lineatipes är en spindelart som först beskrevs av William Frederick Purcell 1908.  Upognampa lineatipes ingår i släktet Upognampa och familjen plattbuksspindlar. Inga underarter finns listade i Catalogue of Life.